# Carlo Capacci
Carlo Capacci (Imperia, 14 gennaio 1963) è un politico e imprenditore italiano, sindaco di Imperia dal 2013 al 2018.

## Biografia
Capacci frequenta l'università presso il Politecnico di Torino, conseguendo la laurea magistrale in ingegneria civile.

## Attività politica
Viene nominato Presidente dell'Imperia Servizi SpA dall'Amministrazione di Centro Destra di Imperia nel 2009, incarico che ricopre fino al 2011.
Viene nominato Amministratore Unico della neocostituita Imperia Yacht Srl dall'Amministrazione di Centro Destra di Imperia nel 2010 incarico che ricopre fino al 2012.
Alle elezioni amministrative del 2013 si candida a sindaco di Imperia, a capo della lista civica Imperia cambia, con il sostegno del Partito Democratico, della lista civica dell'ex sindaco Paolo Strescino e di una lista civica sostenuta dal PSI. Al primo turno ottiene il 46,83% dei voti, sfidando al ballottaggio il candidato del centro-destra Erminio Annoni (forte del 28,2% dei voti). Il 10 giugno diventa sindaco, dopo aver vinto il ballottaggio con il 76,14% delle preferenze e strappando la città al centro-destra, che la governava dal 1999.
Nell'aprile del 2018 annuncia la propria volontà di non candidarsi per un secondo mandato; al suo posto il centro-sinistra sceglierà Guido Abbo, che tuttavia rimarrà escluso dal ballottaggio tra il candidato ufficiale del centro-destra Luca Lanteri ed il candidato civico di centro-destra, nonché già due volte sindaco, Claudio Scajola; sarà infine quest'ultimo a vincere le elezioni.

## Attività imprenditoriale
- Nel 1992 fonda la società Empolio Srl per la produzione e commercializzazione di prodotti tipici liguri.
- Nel 1998 fonda la società Servizi Internet Srl che offre servizi di accesso ad Internet tramite modem. Nel 2000 la società cambia nome in Uno Communications SpA.  Nel 2004 la società realizza una rete wireless operante in tutta la Liguria con oltre 400 stazioni radio.
- Nel 2018 la società UNO Communications SpA conferisce il ramo di azienda wireless contenente 10.000 clienti e oltre 400 postazioni radio alla società torinese BBBell SpA realizzando così il più grande Operatore wireless del Nord Ovest e ne diventa Consigliere di Amministrazione.[8]